# Летница
Ле́тница (болг. Летница) — город в Болгарии. Находится в Ловечской области, административный центр общины Летница. Население города составляет 3404 человека (2022). Расположен на левом берегу притока Дуная — реке Осым, ниже по течению и к северо-востоку от областного центра — города Ловеч, и выше по течению и к юго-западу от центра соседней общины — города Левски.

## Политическая ситуация
Кмет (мэр) общины Летница — Красимир Веселинов Джонев (Болгарская социалистическая партия (БСП)) по результатам выборов в правление общины.

## «Клад из Летницы»
В 1963 году при строительстве овечьей фермы в Летнице был случайно обнаружен бронзовый сосуд, с множеством мелких разнообразных серебряных предметов, которые рабочие обнаружившие клад поделили между собой. Позднее археологи разыскали часть этих предметов (23 предмета) и поместили в музей в Ловече. Стилевой анализ предметов относит предметы к IV веку до нашей эры. Среди предметов украшения для конской сбруи и железная узда фракийского типа.
Болгарским национальным Банком в 2006 году выпущена серебряная юбилейная монета — «Сокровища Летницы» с частичным золотым обрамлением из серии «Сокровища Болгарии», достоинством 10 лев. На гербе Летницы также изображён предмет клада — фигурка фракийского всадника.